# 阮文雄 (1961年)
阮文雄（1961年4月20日—），男性，广治省永灵县人，越南政治人物。现任第十三届越共中央委員、越南文化、體育和旅遊部部長。

## 生平
阮文雄出生于北越永靈特區（今越南广治省），长期在家乡广治省（包括平治天省）任职，曾任胡志明共產主義青年團广治省委员会副书记、书记、越南青年联合会广治省分会主席，越共广治省委检查委员会副主任，越共達克容縣党委副书记、县人民委员会主席，东河市党委副书记、市人民委员会主席，越共广治省委常委、东河市委书记，越共广治省委副书记等职。
2015年9月，升任越共广治省委书记，并于翌年1月当选为第十二届越共中央委员。
2020年7月，阮文雄调离广治省，任越南文化、體育和旅遊部副部長。2021年1月，阮文雄在越共十三大上当选为越共中央委员，并于当年4月8日获越南国会任命为越南文化、體育和旅遊部部長。